# 大冷
株式会社大冷（だいれい、英: DAIREI CO.,LTD.）は、東京都中央区月島に本社を置く、業務用冷凍食品を中心とした企画開発メーカーである。

## 概要
業務用の冷凍食品ファブレスメーカーとして切身関連商品から一般調理冷食、冷凍畜肉加工品、冷凍野菜等多角的に『大冷ブランド』を確立している。
1998年には魚の骨を取り除いた「骨なし魚」シリーズを開発。2009年には解凍しないでそのまま調理ができる「楽らくクックシリーズ」など高齢者でも食べやすい食品の販売や業務用冷凍食品の企画・開発をおこなっている。2016年時点では、介護施設向け外食も手がけている。

## 沿革
※出典は同社IR情報の「沿革」による。
- 1972年6月：東京都中央区勝どき5丁目13番2号で設立（資本金2百万円）
- 1975年12月：本社を東京都中央区豊海町5番9号に移転
- 1988年9月：本社を東京都中央区豊海町4番18号に移転
- 1991年9月：千葉県に館山工場を開設
- 1995年8月：本社を東京都中央区月島2丁目3番1号（現本社。自社ビル）に移転
- 2009年9月：館山工場の運営を外部委託
- 2014年
  - 3月：館山工場を売却
  - 12月：東京証券取引所市場二部上場
- 2016年11月：東京証券取引所市場第一部銘柄に指定

## 特許
- 「冷凍骨抜き魚身及びその加工方法」：2007年1月
- 「加熱処理した魚の製造方法」：2008年9月
- 「凍ったまま調理できる冷凍魚の製造方法および冷凍魚」：2009年3月
- 「湯せん・蒸し調理用魚介類包装冷凍食品及びその製造方法」：2010年12月
- 「施設調理用冷凍揚物の製造方法及び施設調理用冷凍揚物」：2014年1月